# 圣亚德伯堂 (克拉科夫)

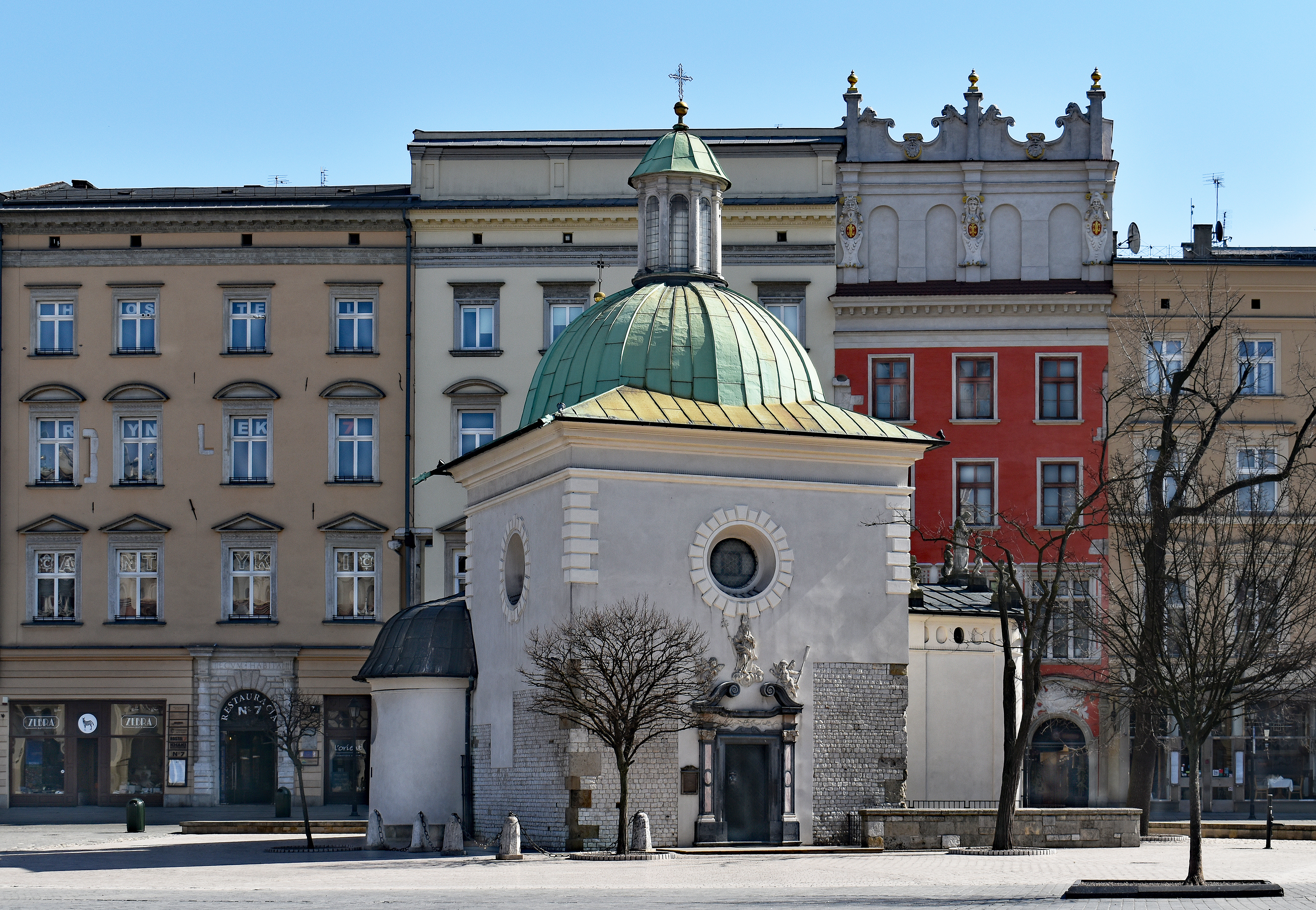
圣亚德伯堂

圣亚德伯堂（波蘭語：Kościół św. Wojciecha）位于克拉科夫老城，欧洲最大的中世纪广场中央集市广场的东南角，是波兰最古老的石砌教堂之一。
圣亚德伯堂建于11世纪，得名于在异教的普鲁士殉道的传教士布拉格的亚德伯。

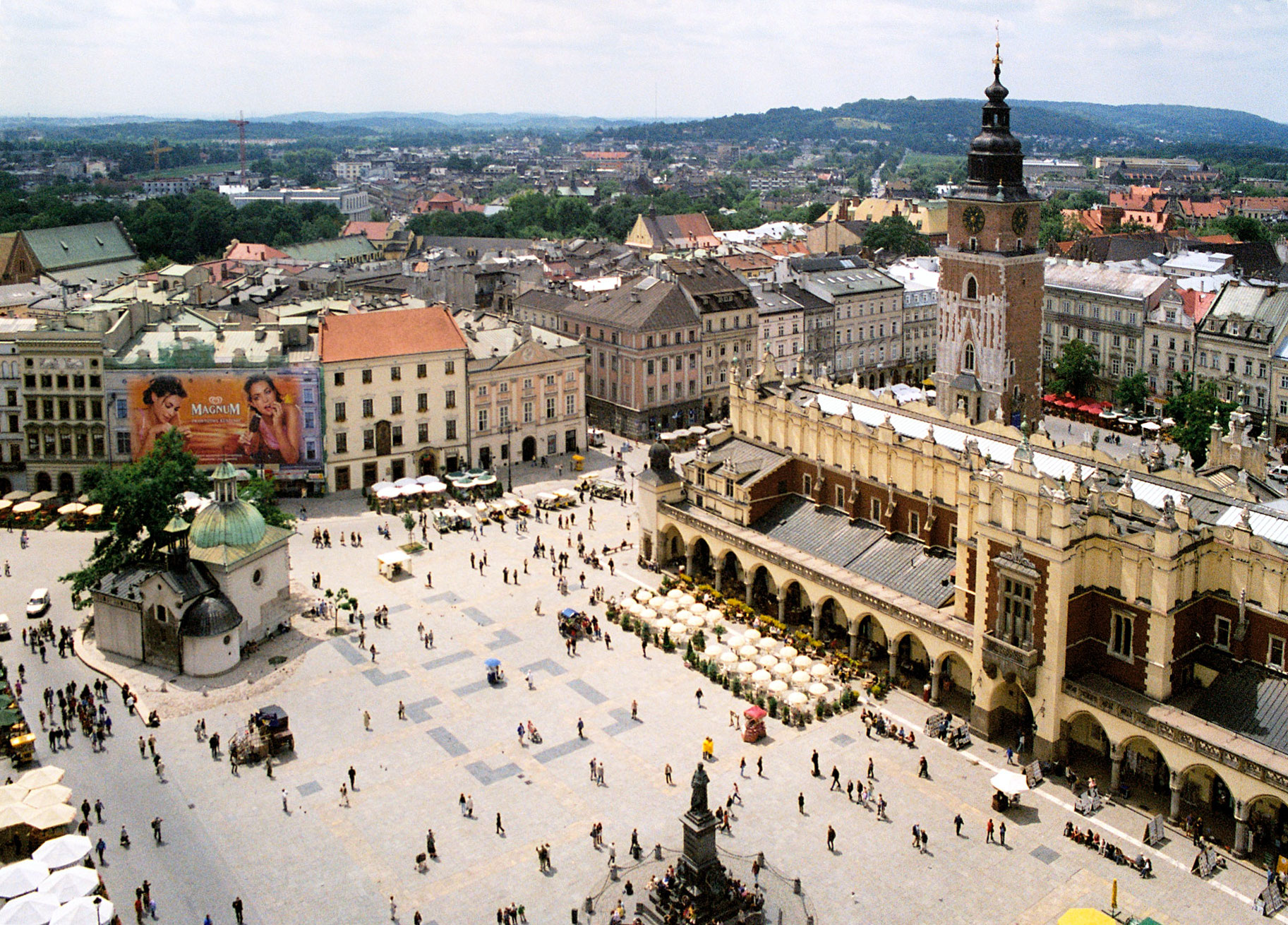
鸟瞰